# Message (Zeitschrift)
Message war eine international ausgerichtete Fachzeitschrift für Journalismus. Gegründet wurde sie im Jahr 1999 von Michael Haller, Professor für Journalistik an der Universität Leipzig, als Nachfolgerin der Zeitschrift „Sage und schreibe“. Sie erschien bis 2014 vierteljährlich in Deutschland, in Österreich und in der Schweiz. Haller war bis 2013 Herausgeber von Message. Im Jahr 2010 kam Lutz Mükke als zweiter Herausgeber hinzu, nach dem Rückzug Hallers folgte Volker Lilienthal auf dessen Position. Die Redaktion war zunächst in Leipzig angesiedelt, ab 2012 in Hamburg.
Die Fachzeitschrift hatte sich die Sicherung von Qualität und Unabhängigkeit im Journalismus sowie die Förderung der investigativen Recherche zum Ziel gesetzt. Regelmäßig wurden besondere Recherchen von deutschen und ausländischen Journalisten dokumentiert. Message hatte laut Mediadaten eine Druckauflage von 3.000 Exemplaren. Die Zeitschrift wurde ursprünglich von der UVK Verlagsgesellschaft verlegt, dann wenige Ausgaben vom Kress-Verlag und anschließend von der Gesellschaft für Medienentwicklung.
Jeder Ausgabe lag ein sogenanntes „Podium“ bei, das in der Regel Medien- und Journalistentagungen dokumentierte.
Im Beirat des Magazins saßen Wissenschaftler wie Siegfried Weischenberg (Hamburg) und Wolfgang R. Langenbucher (Emeritierter Professor für Publizistik und Kommunikationswissenschaft an der Universität Wien) und Chefredakteure wie Hans Werner Kilz (Süddeutsche Zeitung) und Peter-Matthias Gaede (Geo).

## Einstellung
Ende 2014 gaben die Herausgeber bekannt, die Zeitschrift nur noch digital als E-Paper oder App anzubieten. Grund sei die rückläufige Abonnentenzahl der Zeitschrift.
Im Februar 2015 wurde dann die gänzliche Einstellung der Zeitschrift bekanntgegeben, da sich nicht genügend Interessenten für eine digitale Ausgabe gefunden hätten.